# Meresanch III.
Meresanch III. war eine Königin der altägyptischen 4. Dynastie. Sie war eine Tochter des Kronprinzen Kawab und dessen Gemahlin Hetepheres II. und somit eine Enkelin von Pharao Cheops. Sie war mit ihrem Onkel, König Chephren, verheiratet. Aus dieser Ehe stammen die Wesire Duaenre und Nebemachet, zwei weitere Söhne namens Cheneterka und Niuserre, sowie eine Tochter namens Schepsetkau und wahrscheinlich zwei weitere, namentlich nicht bekannte Töchter. Sie trug unter anderem die Titel „Die den Horus und Seth schaut“, „Freundin des Horus, die er liebt“, „Königsgemahlin“ und „Königstochter“.

## Ihr Grab

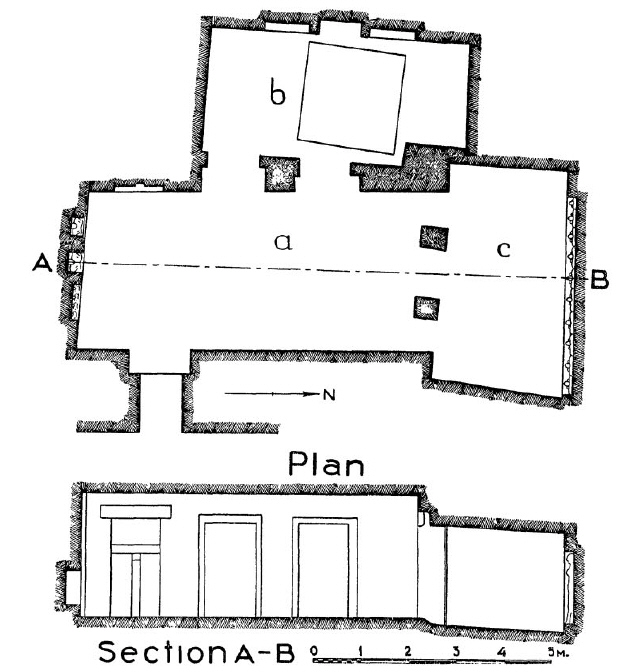
Grundriss und Querschnitt des Grabes G 7530

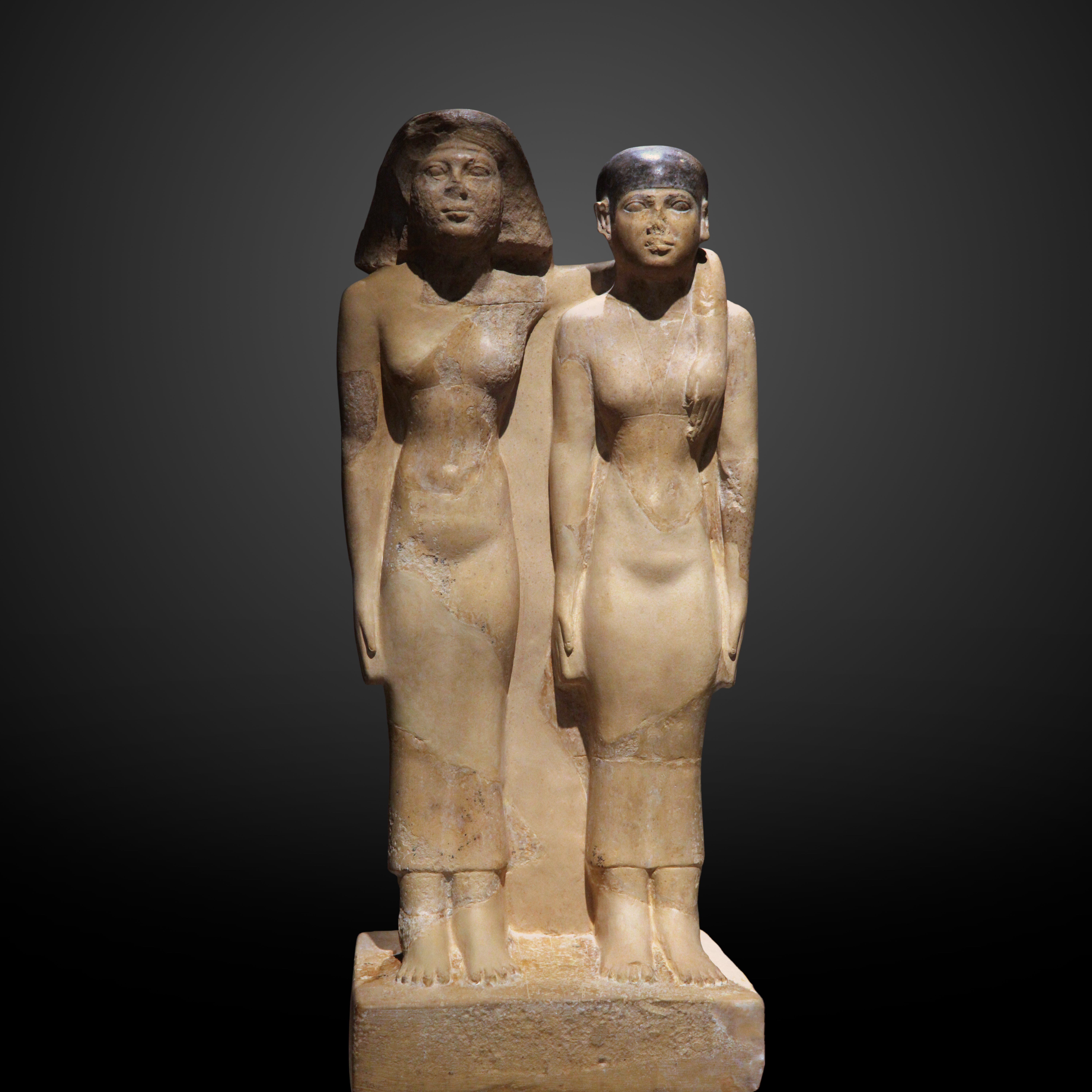
Statue der Hetepheres II. und ihrer Tochter Meresanch III.; Museum of Fine Arts, Boston

Meresanch III. gehört die Doppel-Mastaba G 7530-7540 auf dem Ostfriedhof der Cheops-Pyramide. Die Opferkapelle des Grabmals befindet sich am nördlichen Ende der Ostseite und ist für Mastabas sehr ungewöhnlich: Während die Opferkapelle normalerweise in den Kern der Mastaba hineingebaut wird oder diesem auf gleicher Höhe angeschlossen ist, wurde hier ein unterirdischer Bau errichtet, der in dieser Form einzigartig in der Mastaba-Architektur ist. Die Kapelle ist mit Reliefs verziert, die aber unvollendet blieben.
Die nördliche Hälfte des Grabes (G 7530) besteht aus drei Räumen. Der Türsturz über dem Eingang nennt zwei Datumsangaben. Das erste gibt den Todestag von Meresanch III. an (Jahr 1, 21. Schemu I), das zweite den Tag ihrer Beerdigung ([Jahr 2], 18. Peret II), die 273 Tage nach ihrem Tod stattfand. Es ist unklar, auf wessen Regierungszeit sich diese Daten beziehen. Während Reisner noch von Schepseskaf ausging, legen neuere Untersuchungen eher Mykerinos nahe.
Raum A zeigt Reliefs mit Handwerkern bei der Anfertigung von Statuen, eines Sarkophages, eines Schreins und einer Scheintür, sowie beim Schmelzen von Metall. Weitere Szenen zeigen Meresanchs Vater Kawab, ihre Mutter Hetepheres II., sowie ihre Söhne Cheneterka, Duaenre (hier Duare genannt) und Niuserre (hier Niuserre-Anch genannt, das Anch wurde allerdings erst später hinzugefügt). An der Südwand befinden sich drei Nischen, die aus dem Fels gehauene Schreiberstatuen enthalten. Die erste Statue zeigt Chemetnu den Älteren, einen Handwerker, der den Bau der Kapelle leitete. Die zweite Statue stellt vermutlich seinen Sohn Chementnu den Jüngeren dar. Die dritte Nische enthält eine Gruppe von insgesamt vier unbeschrifteten Statuen, von denen Reisner annimmt, dass sie die Söhne Chemetnus des Jüngeren darstellen.
Raum B enthält an seiner Westwand eine Scheintür, die links und rechts von jeweils zwei aus dem Fels gehauenen Statuen flankiert wird, welche Meresanch III. und ihre Mutter Hetepheres II. darstellen. Auch in Raum C wurden Statuen aus dem Fels gehauen. Es sind insgesamt zehn Stück, die in einer Reihe stehen. Laut Reisner repräsentieren die drei rechten Hetepheres II., die mittleren vier Meresanch III. und die drei linken Schepsetkau sowie zwei weitere Töchter Meresanchs.
Von Raum B aus führt ein Schacht zur unterirdisch gelegenen Grabkammer. Dort wurde ein Sarkophag aus schwarzem Granit gefunden, der sich heute im Ägyptischen Museum in Kairo befindet. In ihm befand sich noch das Skelett der Verstorbenen. Untersuchungen ergaben, dass sie etwa 1,54 m groß gewesen war und im Alter von etwa 50 bis 55 Jahren verstarb.
An verschiedenen Stellen im Grab fanden sich außerdem eine Doppelstatue der Verstorbenen und ihrer Mutter, Bruchstücke zweier weiterer Statuen und drei Diener-Statuetten. Alle befinden sich heute im Museum of Fine Arts in Boston.

## Medien
- A Game Engine Based Visualisation of the Queen Meresankh III Mastaba at Giza